# Kriveniku
Kriveniku (albanska: Kriveniku, (serbiska: Krivenik,) är en by i Kosovo. Den ligger i kommunen Hani i Elezit. Enligt den senaste folkräkningen år 2011 fanns det 283 invånare.

## Demografi
| Demografi | 2011 |
| --------- | ---- |
| albaner   | 283  |